# Eduard Hoppe (Graveur)
Eduard Hoppe, auch Edouard Hoppe (* 5. Oktober 1837 in Asbeck, Bürgermeisterei Volmarstein, Provinz Westfalen; † 9. Juni 1890 in Brüssel), war ein deutsch-belgischer Graveur und Medailleur.

## Leben
Hoppe lebte zuerst in Düsseldorf, wo er 1860 die Elementarklasse der Kunstakademie Düsseldorf unter Andreas Müller und Ludwig Heitland besucht hatte, seit 1872 in Brüssel. Er schuf zahlreiche Medaillen für verschiedene Prägeanstalten, darunter eine Medaille zur Hochzeit des Kronprinzen Rudolf von Österreich-Ungarn mit Stephanie von Belgien, 1881.
Hoppe war Vater der Malerinnen Ketty Gilsoul-Hoppe und Jenny Bernier-Hoppe (1870–1934). Er starb im Alter von 52 Jahren im Brüsseler Ortsteil Saint-Gilles/Sint-Gillis.